# Codex Taurinensis
De Codex Taurinensis is een van de handschriften waarin delen van de Gotische Bijbelvertaling van bisschop Wulfila zijn overgeleverd.
Het maakte deel uit van de Codex Ambrosianus A en wordt bewaard in Turijn.
Het raakte in 1904 beschadigd tijdens een brand in de Nationale Bibliotheek in Turijn. Vier zwaar beschadigde bladzijden bevatten delen van de brieven aan de Galaten en aan de Kolossenzen. 